# Frauental an der Laßnitz
Frauental an der Laßnitz – gmina targowa w Austrii, w kraju związkowym Styria, w powiecie Deutschlandsberg. Według Austriackiego Urzędu Statystycznego liczyła 2880 mieszkańców (1 stycznia 2015).